# Victor de Bonald
Victor de Bonald est un homme politique français né le 3 mai 1814 à Montpellier (Hérault) et décédé le 20 août 1897 à Millau (Aveyron).

## Biographie
Petit-fils de Louis de Bonald, il est maire de Montpellier (1852) puis conseiller général du canton de Peyreleau de 1852 à 1867 et de 1871 à 1892 et président du conseil général de l'Aveyron de 1871 à 1880. Il est député de l'Aveyron de 1871 à 1876, siégeant à droite, avec les monarchistes.

## Sources
- « Victor de Bonald », dans Adolphe Robert et Gaston Cougny, Dictionnaire des parlementaires français, Edgar Bourloton, 1889-1891 [détail de l’édition]

- Ressource relative à la recherche :   - La France savante
- Ressource relative à la vie publique :   - Base Sycomore
- Notices d'autorité :   - VIAF
  - BnF (données)